# 杉並町停留場
杉並町停留場（すぎなみちょうていりゅうじょう）は、北海道函館市杉並町21番地先・松陰町1番地先にある函館市企業局交通部（函館市電）湯の川線の停留場である。駅番号はDY08。

## 歴史
歴史については、函館市企業局交通部を参照。以降、左記に記載が無いものについて記述する。

### 年表
- 2011年（平成23年）3月28日：停留場の改築が完了し、供用開始[2]。

## 構造
- 2面2線の相対式。
- 以前は復線乗り場（湯の川方向）のホームが長く作られていたが、後の全面改築（後述）により、往線乗り場（五稜郭方向）・復線乗り場共に、車両1両分が収まる長さとなった。
- 2011年に全面改築された[2]。ホームの幅員は変わらないが、バリアフリーのスロープ・上屋・夜間LED発光式の安全地帯標識・衝突防止用ラバーポール（ガイドポスト）が新しく設置された。
- 復線乗り場に時計が設置されている。
  - 時計の支柱に付いている銘板から寄贈年月は1994年（平成6年）10月となっている。
  - 2006年に交通事故で損傷したため、同年12月に再度設置された。
  - 改築以前の設置場所はホーム中央付近だったが、改築後はホームの五稜郭公園前停留場側・上屋そばの位置となっている。なお、時計とその支柱自体は、色が上屋等と同色になった以外は以前と同等の物が使われている（写真による比較）。
- 変形交差点にある電停のため、交差点を挟んで千鳥式にホームが設置されている。

杉並町停留場・往線乗り場（五稜郭方面）
杉並町停留場・往線乗り場の全体構造
杉並町停留場・往線乗り場の上屋
杉並町停留場・復線乗り場（湯の川方面）全体構造
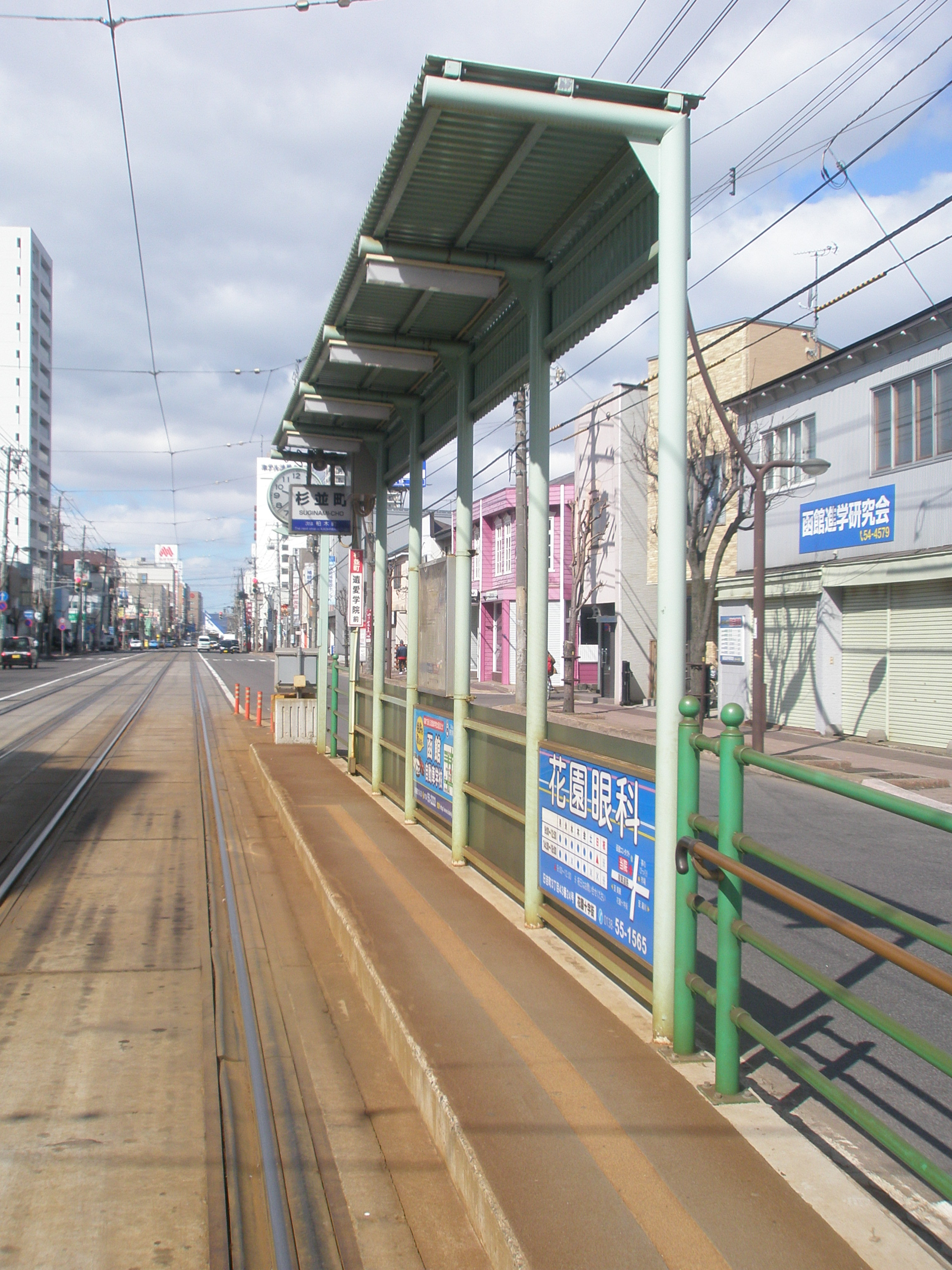
杉並町停留場・復線乗り場の上屋
杉並町停留場・復線乗り場に設置の時計
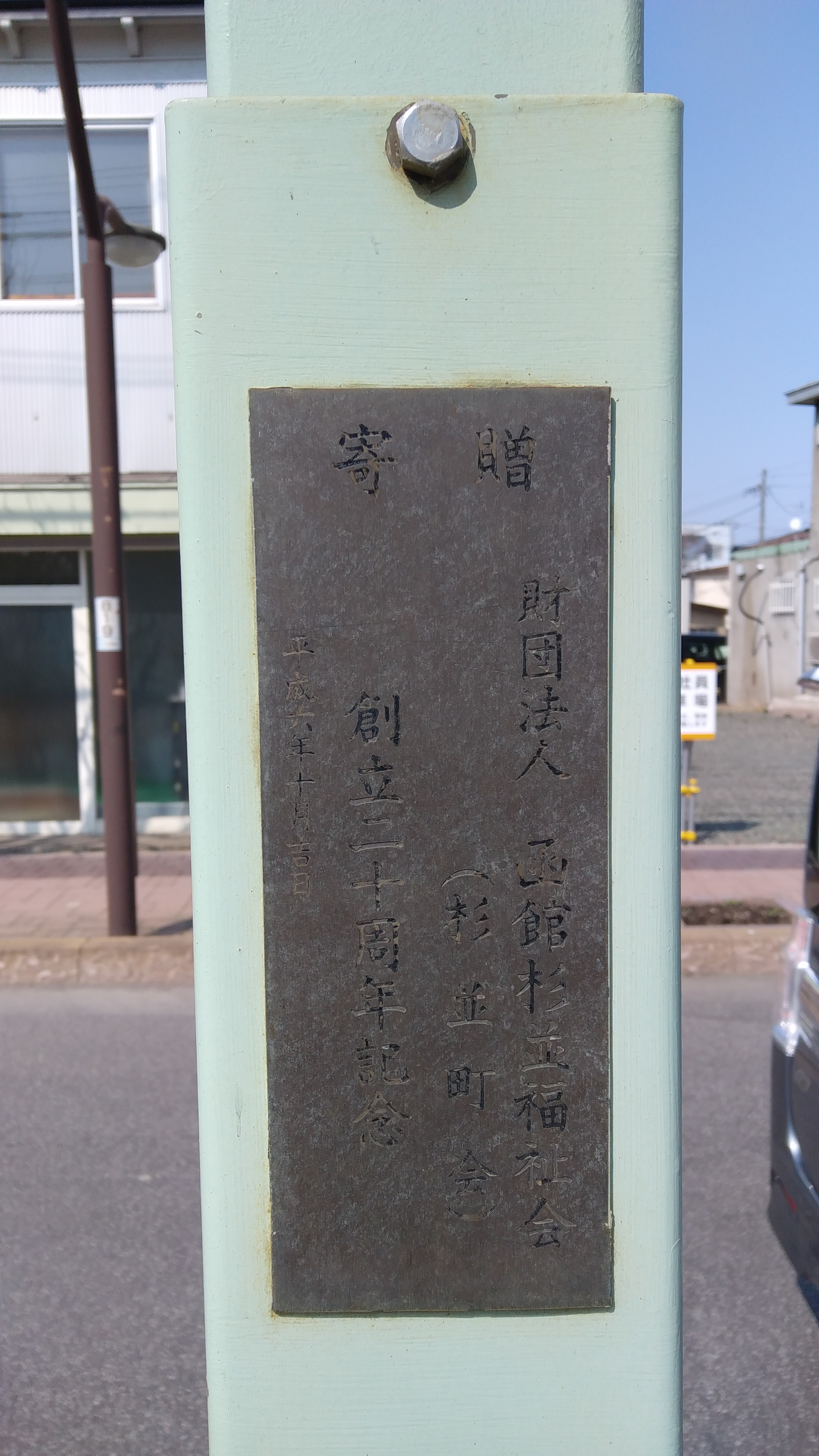
杉並町停留場に設置の時計に付けられている、寄贈者と寄贈年月日の書かれた銘板（2017年4月撮影）
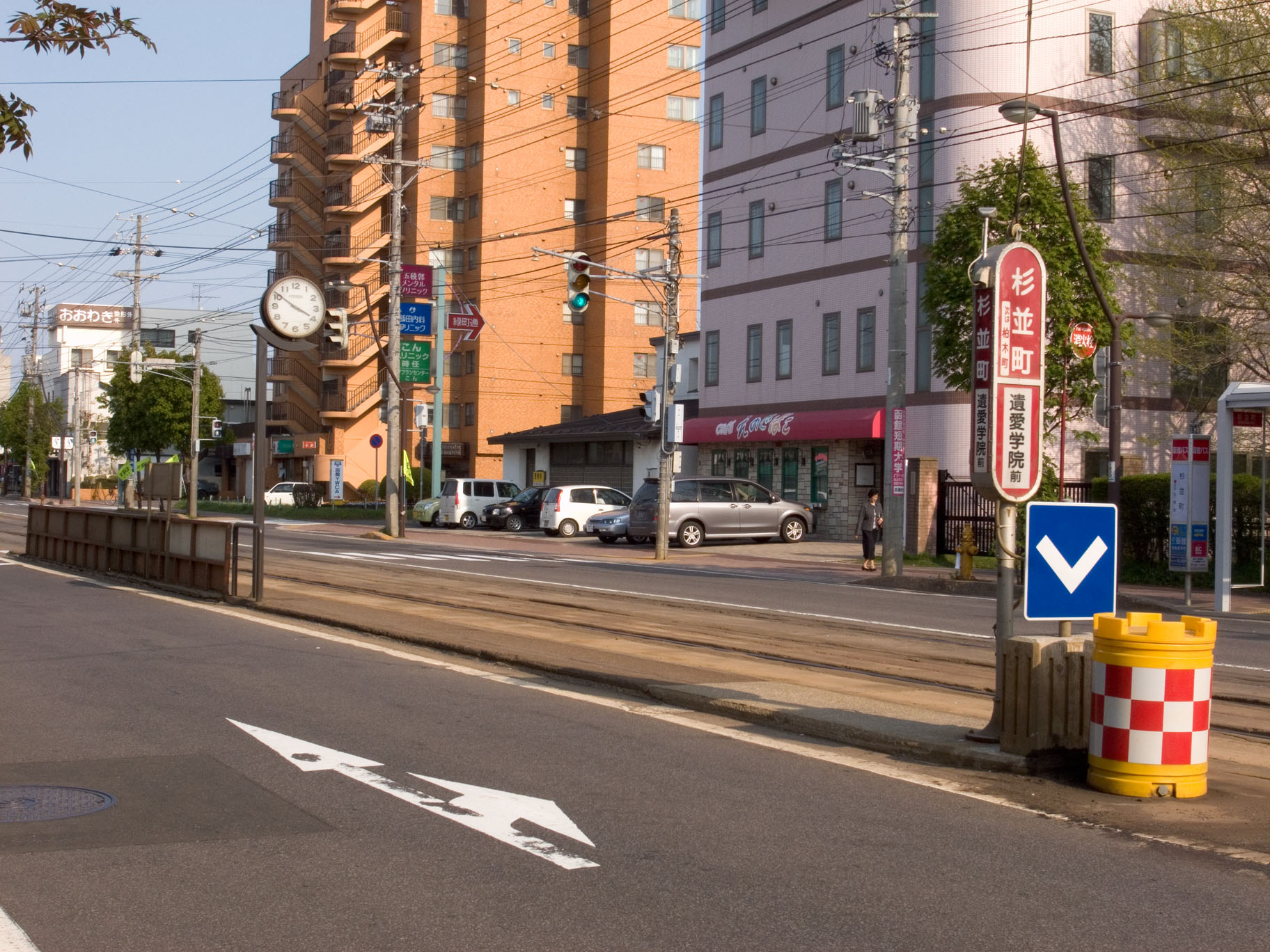
以前の杉並町停留場（2009年5月）

## 周辺
- 北海道道83号函館南茅部線
- 函館中央警察署杉並交番
- 函館松陰郵便局
- 遺愛女子中学校・高等学校
- 第一ゼミナール・東進衛星予備校函館杉並校
- 柏野小学校
- 函館ちとせ幼稚園
- 社会福祉法人函館厚生院 函館五稜郭病院
- 医療法人社団 五稜郭メンタルクリニック
- 函館バス「杉並町」停留所[3]

## 隣の停留場
函館市企業局交通部
湯の川線
柏木町停留場 (DY07) - 杉並町停留場 (DY08) - 五稜郭公園前停留場 (DY09)